# 76/45 Mod. 1911
Il cannone da 76/45 Mod. 1911 era un cannone navale italiano, utilizzato durante la prima guerra mondiale e la seconda guerra mondiale. Poiché si trattava di una produzione su licenza di un pezzo della Schneider, era anche conosciuto come 76/45 S. Mod. 1911 R.M. (S. sta per Schneider).

## Storia

I 76/45 Mod. 1911 su affusto originale antisilurante (Schneider 76 mm Mle 1911), posizionati sulle torri da 305/46 delle navi da battaglia classe Caio Duilio.

La bocca da fuoco da 76/45 deriva direttamente dal cannone Schneider 76 mm Mle 1911 francese, un pezzo antisilurante su affusto scudato. Essa fu adattata all'uso antiaereo grazie ad un affusto a piedistallo della Ansaldo, che permetteva un ampio settore di tiro verticale. Questi cannoni costituirono l'armamento antiaereo principale delle navi da battaglia classe Duilio. Durante la Grande Guerra, per far fronte alle richiesta di armi antiaeree, la Ansaldo produsse in totale 312 cannoni e 287 affusti da 76/45, che andarono ad equipaggiare, in postazione fissa, le batterie antiaeree del Regio Esercito ed i treni armati della Regia Marina. Negli anni trenta, ormai superati come pezzi navali, tutti i pezzi furono destinati alla difesa aerea territoriale, sia con l'esercito che con la Milizia per la difesa antiaerea territoriale della MVSN.
A causa della carenza dei moderni 75/46 C.A. Mod. 1934 e 90/53 Mod. 1939, il 76/45 rimase in servizio nelle batterie fisse, insieme ai pezzi da 75/27 C.K., 75/27 A.V. e 76/40 Mod. 1916 R.M., per tutta la seconda guerra mondiale. Nel 1940 infatti risultavano ancora in dotazione 242 pezzi.

## Tecnica
La canna è in acciaio, con un ordine di cerchiatura, formato da un unico manicotto che dalla culatta arriva fino a circa metà canna. L'otturatore è semiautomatico, con congegno di sparo a percussione. La bocca da fuoco così costituita pesa 704 kg ed è incavalcata su affusto a piedistallo su uno zoccolo d'acciaio inchiavardato al ponte o alla piazzola di tiro, munito di freno di sparo idraulico e ricuperatore a molla.
La granata da 76/45 c.a., con corpo bomba in acciaio, pesa 5,96 o 6,05 kg a seconda del tipo, ed è caricata con tritolo.
Ogni batteria da 76/45 era armata di quattro pezzi e di due mitragliatrici, coadiuvata eventualmente da una sezione di fotoelettriche.